# Sonic Advance 2
Sonic Advance 2 är ett 2002-Sidscrollandeplattformsspel utvecklad av Dimps och publicerad av Sega, THQ och Infogrames för Game Boy Advance. En del i Sonic the Hedgehog-serien är det direktföljande till Sonic Advance. Berättelsen följer Sonic när han sätter upp för att rädda sina vänner och hämta de sju magiska Chaos Emeralds från serieantagonisten Doctor Eggman. Gameplay består av spelaren som utför olika nivåer som en av fem karaktärer, var och en med sina egna unika egenskaper. Efter varje bana är avslutad, står spelaren inför Doctor Eggman i en bosstrid.